# Digitalna tvrđava
Digitalna Tvrđava (eng. - Digital Fortress, 1998.) je tehno-triler roman koji je napisao američki autor Dan Brown. Knjiga istražuje temu državnog nadzora elektronički pohranjenih podataka o privatnim životima građana, borbu za moguće građanske slobode i etičke implikacije korištenja takve tehnologije .

## Likovi
- Susan Fletcher — NSA glavna kriptografkinja, glavni lik romana
- David Becker — Profesor stranih jezika i partner od Susan Fletcher
- Ensei Tankado — Autor Digitalne tvrđave
- Zapovjednik Trevor Strathmore — NSA zamjenik glavnog direktora
- Phil Chartrukian — tehničar u održavanju
- Greg Hale — NSA kriptograf
- Leland Fontaine — NSA direktor
- "Hulohot" — ubojica
- Midge Milken — sigurnosni analitičar
- Chad Brinkerhoff — Fontaineov asistent
- "Jabba" — NSA glavni sigurnosni službenik
- Soshi Kuta — tehničar
- Tokugen Numataka — japanski izvršnik, pokušava otkupiti Digitalnu tvrđavu

## Vanjske poveznice
- Službena stranica